# Centroscyllium granulatum
Centroscyllium granulatum  (лат.) — вид хрящевых рыб рода чёрных собачьих акул семейства Etmopteridae отряда катранообразных, в которое включают 7 видов рыб. Они обитают в Атлантическом океане на глубине от 180 до 2250 м. Это самый крупный представитель семейства, средний размер взрослых акул достигает 60—75 см. У них плотное тело тёмно-коричневого цвета, спина темнее брюха, у основания обоих спинных плавников имеются заметные шипы. Анальный плавник отсутствует. Размножаются яйцеживорождением. Коммерческой ценности не имеют.

## Таксономия
Впервые вид научно описан в 1887 году зоологом Альбертом Гюнтером. Голотип утрачен. Место обнаружения голотипа (Фолклендские острова) было указано ошибочно, на самом деле он был пойман в северо-западной части Магелланова пролива (52°45.5' ю.ш., 73°46' з.д.). Видовое название происходит от слова лат. granum — «зерно».

## Ареал
Centroscyllium granulatum обитают в юго-восточной части Тихого океана у побережья Чили. Они встречаются на глубине от 400 до 448 м в верхней части материкового склона. Эти акулы попадают в качестве прилова в сети глубоководных креветочных траулеров, оперирующих на глубине от 300 до 500 м.

## Описание
У Centroscyllium granulatum довольно плотное, вытянутое и слегка сжатое тело, длина рыла от кончика до рта равна приблизительно 3/5 расстояния от рта до основания грудных плавников. Максимальная зарегистрированная длина 28 см. Рот образует арку, длина почти в 2 раза превосходит ширину. Крупные овальные глаза вытянуты по горизонтали. Позади глаз имеются крошечные брызгальца.
У основания обоих спинных плавников имеются рифлёные шипы. Второй спинной плавник крупнее первого. Хвостовой стебель удлинён. Расстояние от основания второго спинного плавника до основания верхней лопасти хвостового плавника приблизительно равно дистанции между глазами и основанием грудных плавников. Бока покрыты тесно расположенными плакоидными чешуйками конической формы с крючком на конце. Окрас ровного коричнево-чёрного цвета.

## Биология
Эти акулы размножаются яйцеживорождением.

## Взаимодействие с человеком
Вид не представляет опасности для человека, не имеет коммерческой ценности. Изредка в качестве прилова в незначительном количестве попадает в коммерческие сети. Данных для оценки Международным союзом охраны природы статуса сохранности вида недостаточно.